# Dianthera candelariae
La diatica (Dianthera candelariae) es una especie de planta con flores, perteneciente a la familia de las acantáceas. 

## Descripción
Son hierbas subarbustivas que alcanzan hasta 0.5 m de alto; los tallos jóvenes son cuadrangulares, frecuentemente decumbentes y enraizando en los nudos inferiores, pilosos, densamente pilosos en las porciones más jóvenes. Las hojas son ovado-elípticas a elípticas, de 2.5–6.5 cm de largo y 1–2 cm de ancho, apical y basalmente agudas; con pecíolos de 0.3–1 cm de largo. Las inflorescencias tienen forma de espigas terminales y axilares, de hasta 7 cm de largo, pedúnculos 1–3.2 cm de largo, brácteas imbricadas, sépalos 5, desiguales, corola de 10 mm de largo, glabra, blanca a morado pálida; estambres con tecas desiguales, la superior ligeramente más grande. Frutos de 7 mm de largo, pubérulos.

## Distribución y hábitat
El área de distribución nativa de esta especie se extiende desde México y América Central hasta Colombia y Ecuador. Crece principalmente en el bioma tropical húmedo.

## Taxonomía
La especie fue descrita inicialmente como Rhytiglossa candelariae por Anders Sandoe Oersted y publicada en Videnskabelige Meddelelser fra Dansk Naturhistorisk Forening i Kjøbenhavn 1854(8–12): 158, en 1855, hoy en día es tanto un sinónimo como el basónimo de esta. Posteriormente, sería transferida al género Justicia por Emery Clarence Leonard en Publications of the Carnegie Institution of Washington 461(10): 231, en 1936, nombre científico que también es un sinónimo de esta actualmente; y ulteriormente, sería transferida al género Dianthera por William Botting Hemsley en Biologia Centrali-Americana; . . . Botany 2(12): 517, en 1882.

#### Etimología
Véase: Dianthera
candelariae: epíteto geográfico que alude a su localización en Candelaria.